# Oenotrichia dissecta
Oenotrichia dissecta là một loài dương xỉ trong họ Dennstaedtiaceae. Loài này được S.B.Andrews mô tả khoa học đầu tiên năm 1977.